# San Germán, Guanajuato
San Germán är en ort i Mexiko.   Den ligger i kommunen San Francisco del Rincón och delstaten Guanajuato, i den centrala delen av landet, 300 km nordväst om huvudstaden Mexico City. San Germán ligger 1 758 meter över havet och antalet invånare är 113.
Terrängen runt San Germán är huvudsakligen platt, men västerut är den kuperad. Runt San Germán är det mycket tätbefolkat, med 1 135 invånare per kvadratkilometer. Närmaste större samhälle är León de los Aldama, 18,9 km nordost om San Germán. Trakten runt San Germán består till största delen av jordbruksmark.